# Pergamo (cognome)
Pergamo è un cognome di lingua italiana.

## Varianti
Pergami, Pergamini.

## Origine e diffusione
Il cognome è tipicamente centro-settentrionale.
Potrebbe derivare dal toponimo Pergamo in Asia Minore (oggi Bergama) o da altri toponimi.